# Гайнц Екельманн
Гайнц Екельманн (нім. Heinz Eckelmann; 24 липня 1916, Гамбург — 5 травня 1943, Атлантичний океан) — німецький офіцер-підводник, оберлейтенант-цур-зее крігсмаріне.

## Біографія
1 квітня 1937 року вступив на флот. З квітня 1939 року служив на есмінці «Пауль Якобі». З листопада 1940 по травень 1941 року пройшов курс підводника. З травня 1941 року — 2-й вахтовий офіцер на підводному човнів U-75. В січні-лютому 1942 року пройшов курс командира човна. В лютому-липні 1942 року служив в 10-й флотилії. З 13 серпня 1942 року — командир U-635. 16 березня 1943 року вийшов у свій перший і останній похід. 5 травня U-635 був потоплений в Північній Атлантиці південно-східніше мису Фарвель (58°20′ пн. ш. 31°52′ зх. д.) глибинними бомбами британського бомбардувальника «Ліберейтор». Всі 47 членів екіпажу загинули.
Всього за час бойових дій Гайнц Екельманн пошкодив 2 кораблі загальною водотоннажністю 14 894 тонни. Обидва кораблі того ж дня були потоплені U-630.
| Дата          | Назва корабля | Тип               | Тоннаж | Вантаж | Екіпаж | Країна             | Convoy |
| ------------- | ------------- | ----------------- | ------ | --- | ------ | ------------------ | ------ |
| 5 квітня 1943 | Shillong      | Торговий теплохід | 5,529  | 4000 тонн цинкових концентратів і 3000 тонн зерна та генеральних вантажів                                         | 78     | Британська імперія | HX-231 |
| 5 квітня 1943 | Waroonga      | Торговий пароплав | 9,365  | 5000 тонн вершкового масла, 1500 тонн свинцю, 1000 тонн м'ясних консервів, 1000 тонн яловичини і 218 мішків пошти | 132    | Британська імперія | HX-231 |

## Звання
- Кандидат в офіцери (3 квітня 1937)
- Морський кадет (21 вересня 1937)
- Фенріх-цур-зее (1 травня 1938)
- Оберфенріх-цур-зее (1 липня 1939)
- Лейтенант-цур-зее (1 серпня 1939)
- Оберлейтенант-цур-зее (1 вересня 1941)

## Нагороди
- Залізний хрест
  - 2-го класу (24 квітня 1940)
  - 1-го класу (1940)
- Нагрудний знак есмінця (19 жовтня 1940)
- Нагрудний знак підводника (26 серпня 1941)